# متحف جامعة بيرزيت

## تاريخ المتحف
في عام1995، قامت السيدة ليلى كنعان وأختاها ندى وبسمة كنعان بالتبرع لجامعة بيرزيت بمجموعة مميزة من الحجب الفلسطينية التي كانت لوالدهم الراحل الدكتور توفيق كنعان، وبعد أن حصلت الجامعة على هذه المجموعة تولدت هناك الحاجة لحفظ هذه المجموعة، فقامت ليلى على تخصيص غرفة في مبنى المكتبة الرئيسية الطابق الثاني لحفظ هذه المجموعة فيه، وتم تعيين فيرا تماري -المحاضرة في برنامج الفنون الجميلة في الجامعة- كرئيسة للجنة التأسيسية، وكان من أهم المهام التي تقوم بها تماري هي الحفاظ على مجموعة كنعان وبعض المجموعات الفنية الأخرى التي بحوذة الجامعة مثل مجموعة الأعمال الفنية، وبعد ذلك بعدة سنوات تم افتتاح معرض صغير في مبنى آل مكتوم والذي تم تخصيصه لتنظيم المعارض الفنية لبعض الفنانين الفلسطينيين، وعرض بعض الأعمال الفنية لطلاب العمارة الذين درسوا مع الدكتورة فيرا تماري.
وفي عام 2005، قامت الجامعة بتخصيص طابق بأكمله لإنشاء المتحف الفني والاثنوغرافي على مساحة 400 م2 في ملحق الجامعة الجديد.

### الجاليري الإفتراضي
تعريفه: فكرة الجاليري الافتراضيّة في جامعة بيرزيت هي مبادرة طليعية هدفها المركزي إبراز الفن والثقافة عبر الإنترنت من خلال موقع الكتروني مخصص للفن المرئي المعاصر، وبشكل خاص الفن الفلسطيني، بحيث يوفر معلومات محدثة عن التطورات في الفن الفلسطيني على المستوى المحلي والعالمي.
مكوناته: يضم المتحف الافتراضي مكتبة إلكترونية، مشاهد من معارض، أعمال فنانين، محاضرات ومؤتمرات فنية، وقاعدة معلومات عن المجموعات الفنية والاثنوغرافية النادرة التي تقتنيها الجامعة، وغيرها.
الهدف منه: تم إطلاقه في عام 2005 ليكون نافذة للفن الفلسطيني المعاصر ويكون باللغتين العربية بالإنجليزية، ويعتبر كمرجع مهم للممارسات الفنية في السياق الفلسطيني حيث يضم قاعدة معلومات عن المجموعات الفنية والاثنوغرافية النادرة التي تقتنيها الجامعة، وإنشاءه كان كنتيجة للحصار المفروض على الفلسطينيين وبناء الجدار العازل، اذ ان العزلة والقيود على الحركة التي حدت من امكانية التواصل بين التجمعات المختلفة في فلسطين والخارج خلقت حالة أصبح الإنترنت فيها الوسيلة الوحيدة للحصول على المعلومات ونشرها وتحول إلى بوابة اساسية تتخطى الحدود والحواجز المادية.
وفي عام 2011، تم دمج المتحف الفني الاثنوغرافي مع الجاليري الافتراضي بشكل رسمي تحت مسمى متحف جامعة بيرزيت، حيث تم التخطيط لتحويل متحف الجامعة ببرامجه المختلفة إلى تجارب تعلمية واستديو جماعي ليضم الجميع من طلاب وأساتذة وفنانون وغيرهم للمشاركة في صنع واكتساب وتداول المعرفة في مجالات متنوعة.

## أهداف المتحف
التأسيس لرؤية تقود المتحف والجامعة لتنمية وتشجيع الثقافة والفن بين طلاب الجامعة والمجتمع الفلسطيني بشكل عام، وخلق مساحة ملموسة للترويج للمقتنيات والمجموعات الفنية.

## أهمية المتحف
يعد كل من المتحف الاثنوغرافي والجاليري الافتراضي من المشاريع الفينة المهمة التي ساهمت في تعريف المجتمع الفلسطيني المحلي على المشهد الفني المحلي والعالمي في فترة اتسمت بالحصار وصعوبة التنقل والتي فرضها الاحتلال الإسرائيلي، اذ كان المتحف من أول المساحات الفنية المجهزة بطريقة مهنية في جامعة بيرزيت والذي خدم الجمهور الفلسطيني بما في ذلك الالاف من الطلاب، وقام المتحف بتنظيم معارض مهنية من خلال برنامج سنوي مما جعل المتحف من الفاعلين الاساسيين على الساحة الثقافية.

## رؤية المتحف
توسيع حدود الممارسات الفنية الفلسطينية بشكل دائم ومستمر ومتواصل.

## مهمة المتحف
إنتاج وترويج الممارسات الفنية المعاصرة باعتبارها شكلا من أشكال المعرفة الإبداعية التي توفر الأدوات الضرورية لإحداث تغيير اجتماعي؛ وخلق حوار ثقافي ونقدي متجذر في السياق المحلي يجاري في الوقت ذاته المشهد الفني الدولي.

## الوحدات الإدارية للمتحف
- الجاليري الافتراضي في جامعة بيرزيت.
- متحف المقتنيات التراثية والفنية في جامعة بيرزيت.

## وصلة خارجية
صفحة المتحف الرسمية